# Liste der Mitgliedstaaten im Deutschen Bund
Die Liste der Territorien im Deutschen Bund gibt Auskunft über die Mitgliedstaaten des Deutschen Bundes und die jeweils zugehörigen Gebiete. Die größten deutschen Bundesstaaten Österreich und Preußen lagen jeweils teilweise außerhalb des Bundesgebietes.

## Bundesstaaten und die zum Bund gehörenden Territorien

Karte der Mitgliedstaaten im Deutschen Bund

Die Anzahl der Mitglieder schwankt in der Literatur und wird demnach häufig falsch angegeben. Der Grund dafür liegt darin, dass es in der Deutschen Bundesakte zwar eine Auflistung der Stimmenverteilung gibt, diese jedoch nicht mit den Mitgliedstaaten gleichzusetzen ist. In zwei Fällen teilen sich mehrere Staaten eine Stimme: Zum einen sind dies die Staaten Nassau-Usingen und Nassau-Weilburg, die zusammen als Nassau geführt werden. Zum anderen sind dies die Staaten Reuß-Schleiz, Reuß-Ebersdorf und Reuß-Lobenstein, die zusammen als Reuß jüngerer Linie geführt werden. Darüber hinaus waren das Königreich Württemberg und das Großherzogtum Baden bereits bei Unterzeichnung der Bundesakte als Mitglieder vorgesehen und sind daher auch bei der Stimmenverteilung berücksichtigt. Der formelle Beitritt erfolgte aber erst am 1. September 1815. Es handelte sich demnach zum Zeitpunkt der Gründung am 8. Juni 1815 um 39 Staaten, kurze Zeit später um 41 Staaten. In den folgenden Jahren veränderte sich die Zahl immer wieder, vor allem durch Erbfälle und Zusammenlegungen von Staaten infolge erloschener Dynastien. 
Bundesglieder zum Zeitpunkt der Gründung am 8. Juni 1815 (im Zusatz die heutige Lage der Gebiete codiert nach ISO 3166):
- Kaisertum Österreich mit den Kronländern
  - Erzherzogtum Österreich, AT, CZ
  - Königreich Böhmen, CZ
  - Markgrafschaft Mähren, CZ
  - Herzogtum Schlesien, CZ, PL
  - Gefürstete Grafschaft Tirol, AT (Nord- und Osttirol), IT (Trentino-Südtirol)
  - Vorarlberg, AT
  - seit 1850 Herzogtum Salzburg, AT
  - Herzogtum Steiermark, AT, SI (Untersteiermark)
  - Teile des Königreichs Illyrien, SI, AT, IT, HR, 1850 aufgeteilt in:
    - Herzogtum Kärnten, AT, IT (Kanaltal), SI (Unterdrauburg, Seeland)
    - Herzogtum Krain, SI
    - Gefürstete Grafschaft Görz und Gradisca; SI, IT
    - Reichsunmittelbare Stadt Triest, IT
    - Markgrafschaft Istrien, SI, HR

  - von 1818 bis 1850 auch der westlichste Teil Galiziens (Auschwitz und Zator), PL

- Königreich Preußen mit den Provinzen[3]
  - Provinz Brandenburg, DE-BE, DE-BB, DE-MV, PL
  - Provinz Pommern, PL, DE-MV
  - Provinz Schlesien, PL, DE-SN, CZ (Hultschin)
  - Provinzen Jülich-Kleve-Berg und Großherzogtum Niederrhein (später zur Rheinprovinz zusammengefasst), DE-NW (Aachen, Düsseldorf, Essen, Köln), DE-RP (Koblenz, Trier), DE-SL (Saarbrücken), BE (Eupen-Malmedy), DE-HE (Exklave Wetzlar), ab 1849 auch DE-BW (Exklave Hohenzollernsche Lande)
  - Provinz Westfalen, DE-NW (Arnsberg, Minden, Münster, Dortmund, Bielefeld)
  - Provinz Sachsen, DE-ST (Halle, Magdeburg, Merseburg), DE-TH (Erfurt), DE-BB, DE-SN (Torgau)
  - 1848–1851 Provinzen Ostpreußen und Westpreußen (zwischenzeitlich zur Provinz Preußen zusammengefasst), PL (Pomerellen, Ermland-Masuren), RU (Samland), LT (Memelland)
  - 1848–1851 westlicher und nördlicher Teil der Provinz Posen, PL

- Königreich Sachsen, DE-SN, PL
- Königreich Bayern bestehend aus
  - Altbayern (München, Landshut, Regensburg), Schwaben (Augsburg) und Franken (Nürnberg, Ansbach, Bayreuth, Würzburg) rechts des Rheins, DE-BY, DE-HE (Bad Orb)
  - Exklave Rheinpfalz links des Rheins, DE-RP, DE-SL (Homburg)
  - Aura im Sinngrund, ein Kondominat mit dem Kurfürstentum Hessen, ab 1860 ganz zu Bayern, DE-BY

- Königreich Hannover, DE-NI, DE-HH (Harburg), DE-HB
- Kurfürstentum Hessen (= Landgrafschaft Hessen-Kassel), DE-HE, DE-TH, einschließlich
  - Exklave Grafschaft Schaumburg, DE-NI (Rinteln)
  - Exklave Herrschaft Schmalkalden, DE-TH
  - Aura im Sinngrund, ein Kondominat mit dem Königreich Bayern, ab 1860 ganz zu Bayern, DE-BY

- Großherzogtum Hessen (= Hessen-Darmstadt), DE-HE, DE-RP, DE-BW bestehend aus
  - Starkenburg (Provinz) links des Mains, DE-HE (Darmstadt), DE-BW (Exklave Bad Wimpfen)
  - Rheinhessen (Provinz) weitgehend links des Rheins, DE-RP (Mainz), DE-HE
  - Exklave Oberhessen (Provinz) rechts des Mains, DE-HE (Gießen)
- Herzogtum Holstein, DE-SH, DE-HH (Altona, Wandsbek)
- Großherzogtum Luxemburg (der westliche Teil Luxemburgs schied 1839 nach der Vereinigung mit Belgien aus dem Bund aus), LU, BE (Arel)

- Herzogtum Braunschweig, DE-NI, DE-ST
- Herzogtum Mecklenburg-Schwerin, DE-MV (Schwerin, Rostock) (ab 17. Juni 1815 Großherzogtum Mecklenburg-Schwerin)
- Herzogtum Mecklenburg-Strelitz, DE-MV, DE-SH (westliche Teile des Fürstentums Ratzeburg), DE-BB (sog. Fürstenberger Stiefel der Herrschaft Stargard) (ab 28. Juni 1815 Großherzogtum Mecklenburg-Strelitz)
- Herzogtum Nassau-Usingen (ab 24. März 1816 Teil des Herzogtums Nassau) DE-HE, DE-RP
- Herzogtum Nassau-Weilburg (ab 24. März 1816 Teil des Herzogtums Nassau)
- Großherzogtum Sachsen-Weimar-Eisenach, DE-TH (Weimar, Eisenach, Jena) mit der Exklave Ostheim vor der Rhön DE-BY
- Herzogtum Sachsen-Gotha, DE-TH
- Herzogtum Sachsen-Coburg-Saalfeld, DE-BY, bis 1834 mit Exklave Fürstentum Lichtenberg auch DE-SL (St. Wendel), DE-RP (Baumholder), bis 1826 auch DE-TH (Exklave Landesteil Saalfeld)
- Herzogtum Sachsen-Meiningen, DE-TH
- Herzogtum Sachsen-Hildburghausen (ab 1826 Herzogtum Sachsen-Altenburg), DE-TH
- Großherzogtum Oldenburg bestehend aus
  - Landesteil Oldenburg, DE-NI
  - Exklave Landesteil Eutin, DE-SH
  - Exklave Landesteil Birkenfeld, DE-RP, DE-SL

- Herzogtum Anhalt-Dessau, DE-ST
- Herzogtum Anhalt-Bernburg, DE-ST
- Herzogtum Anhalt-Köthen, DE-ST
- Fürstentum Schwarzburg-Sondershausen, DE-TH
- Fürstentum Schwarzburg-Rudolstadt, DE-TH
- Fürstentum Hohenzollern-Hechingen (bis 1849), DE-BW
- Fürstentum Hohenzollern-Sigmaringen (bis 1849), DE-BW
- Fürstentum Liechtenstein, FL
- Fürstentum Waldeck, DE-HE (Arolsen), DE-NI (Pyrmont)
- Fürstentum Reuß ältere Linie, DE-TH (Greiz)
- Fürstentum Reuß-Schleiz (ab 1. Oktober 1848 als Reuß jüngerer Linie), DE-TH
- Fürstentum Reuß-Ebersdorf (ab 1. Oktober 1848 Teil von Reuß-Schleiz), DE-TH
- Fürstentum Reuß-Lobenstein (ab 7. Mai 1824 Teil von Reuß-Ebersdorf), DE-TH
- Fürstentum Schaumburg-Lippe, DE-NI (Bückeburg)
- Fürstentum Lippe, DE-NW
- Freie Stadt Lübeck, DE-SH
- Freie Stadt Frankfurt, DE-HE
- Freie Stadt Bremen, DE-HB, DE-NI
- Freie Stadt Hamburg, DE-HH, DE-SH (Geesthacht), DE-NI (Cuxhaven)

Folgende Fürstentümer gehörten nicht zu den Erstunterzeichnern der Bundesakte und sind nachträglich Mitglied geworden:
- Königreich Württemberg (1. September 1815)
- Großherzogtum Baden (1. September 1815)
- Landgrafschaft Hessen-Homburg (ab 1817) bestehend aus
  - Landesteil Homburg, DE-HE
  - Landesteil Meisenheim, DE-RP
- Herzogtum Limburg (ab 1839) eine niederländische Provinz, deren Bevölkerung den Verlust des westlichen Teils Luxemburgs ausgleichen sollte, NL

Sonderfälle Holstein, Lauenburg, Schleswig, Herrschaft Kniphausen
Das Herzogtum Sachsen-Lauenburg kann als eigenständiges Mitglied des Deutschen Bundes betrachtet werden. Auf der Bundesversammlung am 5. November 1816 ließ der dänische König, der gleichzeitig Herzog von Holstein war, erklären, dass er das Herzogtum Lauenburg weiterhin als ein eigenes deutsches Herzogtum und damit als eigenständiges Glied des Deutschen Bund betrachte. Die Stimmabgabe im Deutschen Bund sollte für beide Herzogtümer gelten, eine zusätzliche Stimme wurde nicht gefordert.
Das Herzogtum Schleswig war zwar seit dem Deutsch-Dänischen Krieg 1864 Teil eines österreichisch-preußischen Kondominiums, zusammen mit den Bundesgliedern Holstein und Lauenburg. Es wurde aber in der verbleibenden Zeit des Bundes kein Bundesglied mehr.
Eine besondere staatsrechtliche Stellung zum Deutschen Bund hatte die Herrschaft Kniphausen, die bis 1854 über eine begrenzte Souveränität verfügte, jedoch nicht Mitglied des Bundes war.

### Veränderungen
| Jahr                                                                    | Zugänge               | Abgänge | Mitgliederzahl |
| ----------------------------------------------------------------------- | --------------------- | --- | -------------- |
| 1815                                                                    | 39 Erstunterzeichner  | | 39             |
| 1815                                                                    | Württemberg und Baden | | 41             |
| 1816                                                                    |                       | Nassau-Usingen fällt an Nassau-Weilburg und wird zu Nassau | 40             |
| 1817                                                                    | Hessen-Homburg        | | 41             |
| 1824                                                                    |                       | Reuß-Lobenstein fällt an Reuß-Ebersdorf | 40             |
| 1826                                                                    |                       | Neuordnung der ernestinischen Herzogtümer, nachdem das Haus Sachsen-Gotha-Altenburg ausstirbt: Sachsen-Coburg-Saalfeld wird Sachsen-Coburg-Gotha, Sachsen-Hildburghausen wird Sachsen-Altenburg | 39             |
| 1839                                                                    | Herzogtum Limburg     | | 40             |
| 1847                                                                    |                       | Anhalt-Köthen fällt an Anhalt-Bernburg | 39             |
| Faktische Auflösung des Deutschen Bundes während der Revolution 1848/49 |                       | |                |
| 1848                                                                    |                       | Reuß-Ebersdorf fällt an Reuß-Schleiz und wird Reuß jüngerer Linie | 38             |
| 1849                                                                    |                       | Hohenzollern-Hechingen und Hohenzollern-Sigmaringen fallen an Preußen | 36             |
| 1863                                                                    |                       | Anhalt-Bernburg fällt an Anhalt-Dessau und wird zu Anhalt | 35             |
| 1866                                                                    |                       | Hessen-Homburg fällt an Hessen-Darmstadt | 34             |

## Abgrenzung zu Teilen von Österreich und Preußen außerhalb des Bundes
Nicht zum Bund, aber zum Kaisertum Österreich gehörten:
- Königreich Ungarn, HU, SK, AT, UA, RS, RO
- Königreich Kroatien und Slawonien, HR
- Königreich Galizien und Lodomerien (Ausnahme siehe oben), PL, UA
- seit 1850 Herzogtum Bukowina, RO, UA
- Königreich Lombardo-Venetien, IT
- Königreich Dalmatien, HR, ME (Kotor)
- Großfürstentum Siebenbürgen, RO
- Teile des Königreichs Illyrien, SI, AT, IT, HR, 1850 aufgeteilt in:
  - Herzogtum Kärnten, AT, IT (Kanaltal), SI (Unterdrauburg, Seeland)
  - Herzogtum Krain, SI
  - Gefürstete Grafschaft Görz und Gradisca; SI, IT
  - Reichsunmittelbare Stadt Triest und ihr Gebiet, IT
  - Markgrafschaft Istrien, SI, HR

Nicht zum Bund, aber zum preußischen Staat gehörten:
- 1815–1848, 1851–1866 die Provinzen Ostpreußen und Westpreußen (das Königreich Preußen, zwischenzeitlich zur Provinz Preußen zusammengefasst), PL, RU, LT
- 1815–1848, 1851–1866 westlicher und nördlicher Teil der Provinz Posen (das Herzogtum Gnesen), PL
- übrige Provinz Posen (Großherzogtum Posen), PL

## Abgrenzung zu Staaten in Realunion oder Personalunion mit Mitgliedstaaten des Bundes
Außerhalb des Bundes standen folgende Staaten in Realunion oder Personalunion mit Mitgliedstaaten des Bundes:
- Königreich Dänemark (Personalunion mit Holstein und Lauenburg bis 1864)
- Vereinigtes Königreich Großbritannien und Irland (Personalunion mit Hannover bis 1837)
- Königreich der Niederlande (Personalunion mit Luxemburg; ab 1839 mit Limburg)
- Fürstentum Neuenburg (Personalunion mit Preußen, 1848 Republik, 1857 vom preußischen König anerkannt)
- Herzogtum Schleswig (Realunion mit Holstein), bis 1864 dänisches Reichslehen, 1864 Teil des preußisch-österreichischen Kondominiums

## Abgrenzung zu deutschen Sprachgebieten außerhalb des Deutschen Bundes
Nicht zum Deutschen Bund gehörten folgende Gebiete mit deutschsprachigen Bevölkerungsteilen:
- die deutschsprachigen Gebiete der Schweiz, CH
- die französischen Departements im Elsass und in Lothringen, FR
- das mehrsprachige Herzogtum Schleswig, v. a. im Südteil deutschsprachig, DE-SH, DK
- die britische Insel Helgoland, DE-SH
- die deutschsprachigen Teile des Königreichs Ungarn, insbesondere das Burgenland, AT, das Banat, RO, RS, das Großfürstentum Siebenbürgen, RO
- die türkische bzw. russische Provinz Bessarabien, MD, UA
- das Siedlungsgebiet der Wolgadeutschen, RU